# 1. Fußball-Club Sonthofen 1919 e.V.
1. Fußball-Club Sonthofen 1919 e.V. é uma agremiação esportiva alemã, fundada em 1919, sediada em Sonthofen, na Baviera.

## História
O maior sucesso do clube veio em 2012, quando se classificou para a nova divisão sul da expandida Fußball-Bayernliga, a quinta camada do futebol alemão.
Na maior parte de sua trajetória, o clube tem tido papel discreto no futebol bávaro local. Formado como departamento de futebol do clube de esporte local TSV Sonthofen, formada em 1863, a equipe deixou a associação em 1984, antes de atuar como FC Sonthofen.
Em 1988, foi fundamental para o estabelecimento da Bezirksoberliga, na Baviera, e a sua introdução foi sugerido pelo clube em 1986. Apesar disso, inicialmente não conseguem se qualificar para o novo campeonato que tinha proposto, tendo uma década, até 1998, para o fazer.
O Sonthofen passou a sua década seguinte oscilando entre a Bezirksliga Schwaben-Süd e a Kreisliga Schwaben-Süd (1992-95) até que um título da liga em no Bezirksliga no final de 1998 levou-o até a Bezirksoberliga. O clube passou as nove temporadas seguintes nesse nível, geralmente terminando na metade superior da tabela. Finalmente, em 1998, o Sonthofen conseguiu ganhar o campeonato e sair do sistema de liga da Baviera pela primeira vez.
Pela primeira vez na Landesliga Bayern-Süd, o 1. FCS ficou em décimo no campeonato, em 2008, além de ganhar a Copa Schwaben pela primeira e única vez, mas saindo nas quartas de final da Copa da Baviera contra o SpVgg Landshut e, assim, perder a qualificação para a Copa da Alemanha. Na temporada seguinte, terminou em nono lugar na liga. Em 2009-10, no entanto, fez má campanha, terminando em 16ª, e sofrendo o rebaixamento para a Bezirksoberliga. 
Ficou em terceiro lugar em 2011, um resultado que, excepcionalmente, permitiu sua promoção de volta à Landesliga.
Ao retornar à Landesliga o clube chegou em quinto, em 2012, um resultado que lhe permitiu confortavelmente se qualificar para a nova divisão sul da Bayernliga, na qual atua em 2012-13.

## Títulos
| - Bezirksoberliga Schwaben - Campeão: 2007; - Bezirksliga Schwaben-Süd - Campeão: 1998; - Kreisliga Schwaben-Süd - Campeão: 1995, 2008†; | - Schwaben Cup - Campeão: 2008; - Vice-campeão: 1949; |

- † Com o time reserva.

## Cronologia recente
| Temporada | Divisão                  | Módulo | Posição |
| 1999–2000 | Bezirksoberliga Schwaben | VI     | 7ª      |
| 2000–01   | Bezirksoberliga Schwaben | VI     | 6ª      |
| 2001–02   | Bezirksoberliga Schwaben | VI     | 8ª      |
| 2002–03   | Bezirksoberliga Schwaben | VI     | 6ª      |
| 2003–04   | Bezirksoberliga Schwaben | VI     | 5ª      |
| 2004–05   | Bezirksoberliga Schwaben | VI     | 8ª      |
| 2005-06   | Bezirksoberliga Schwaben | VI     | 3ª      |
| 2006–07   | Bezirksoberliga Schwaben | VI     | 1ª ↑    |
| 2007–08   | Landesliga Bayern-Süd    | V      | 10ª     |
| 2008–09   | Landesliga Bayern-Süd    | VI     | 6ª      |
| 2009–10   | Landesliga Bayern-Süd    | VI     | 16ª ↓   |
| 2010–11   | Bezirksoberliga Schwaben | VII    | 3ª ↑    |
| 2011–12   | Landesliga Bayern-Süd    | VI     | 5ª ↑    |
| 2012–13   | Bayernliga Süd           | V      | ª       |